# 아코디언
아코디언(영어: accordion, 독일어: Akkodeon, 프랑스어: accordéon, 이탈리아어: fisarmonica) 또는 수풍금(手風琴, 문화어: 손풍금)은 바람통과 리드가 달린 상자형의 악기로, 악기학상으로는 리드 오르간의 일종으로 분류된다.

## 연주

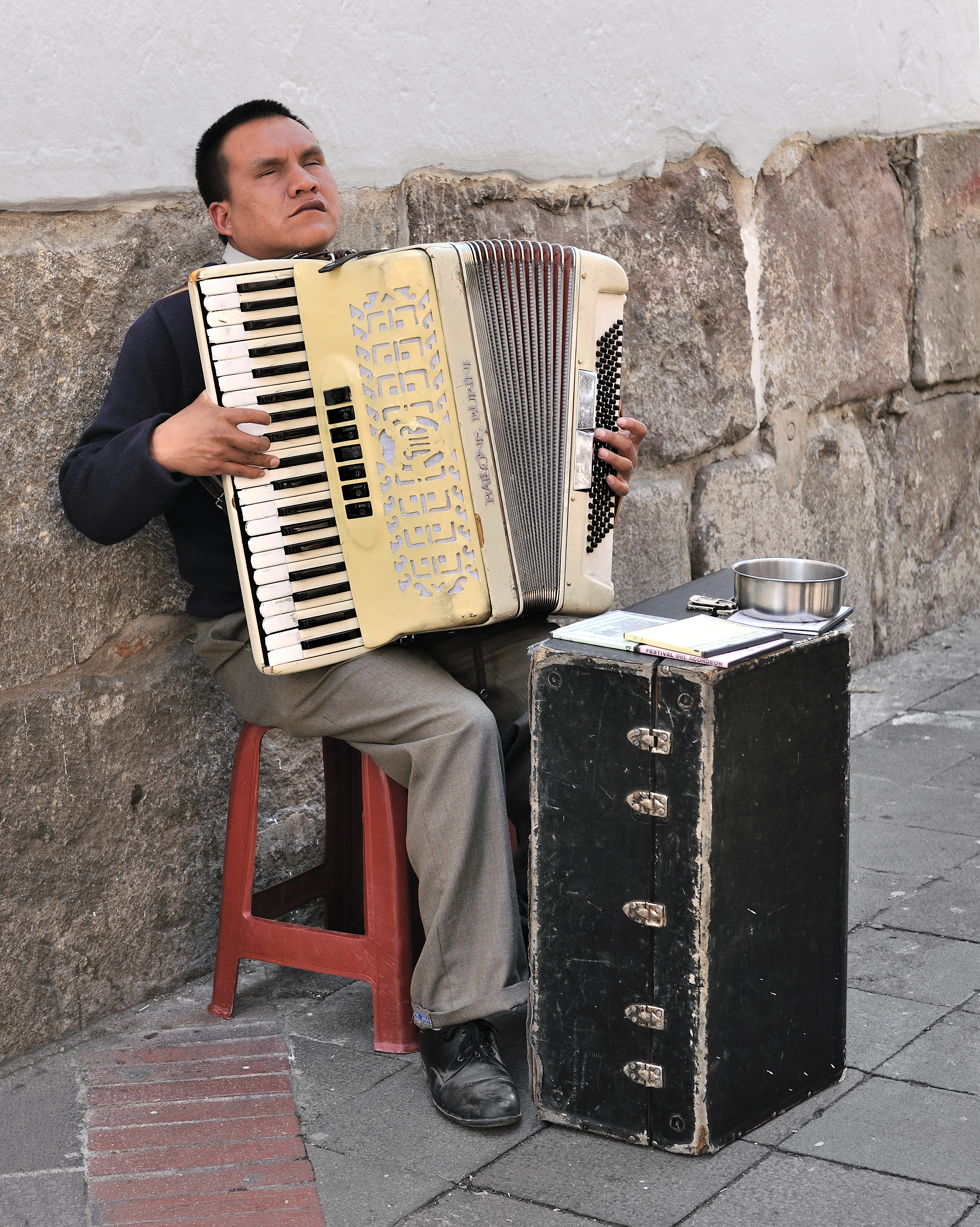
에콰도르의 아코디언 연주자.

풀무(bellows)로 압축공기를 만들며 금속제의 리드로 발음한다. 이 바람통은 주름상자식이며 연주자는 악기를 밴드로 어깨에 메어 가슴에 안고 주로 왼손으로 바람통을 신축(伸縮)하여서 풀무역할을 시킨다. 리드로 가는 통풍조작은 연주자의 오른손이 닿으며 풀무 옆에 있는 피아노식 건반과 왼손의 단추로 한다. 이러한 방식으로 된 것을 피아노식 아코디언이라고 한다. 오른손의 다섯손가락으로 연주하는 건반은 표준 대형악기로 바음으로부터 가3음까지의 41건이나 실음의 음역은 스톱의 사용으로 고저(高低)로 다시 1옥타브씩 넓어진다. 스톱은 바람통의 양쪽에 있어 단추식과 건반식이 있다.
왼손은 바람통을 움직이면서 동시에 엄지손가락 이외의 네 손가락으로 베이스라고 하는 낮은음이나 반주화음의 단추를 조작한다. 단추의 수효는 보통 120개로 6줄로 되어 있으며, 가락과 함께 각 조의 화음이 쉽게 연주되도록 특수한 배열을 하고 있다. 휴대하기에 편리하며 화음반주가 되고, 리드 오르간과 같이 풀무는 족답식이 아니어서 셈여림에 의한 미묘한 표현이 가능한 것 등 많은 장점이 있어 대중적인 악기로 보급되어 있으나 예술음악에서는 거의 쓰지 않고 있다. 피아노식 외에 단추식이 있다.

## 역사
1822년 독일의 프리드리히 부시만(Christian Friedirich Ludwig Buschmann)이 발명한 것을 첫 아코디언으로 보는 것이 일반적이다. 당초의 아코디언은 온음계식(全音階式)이어서 반음계를 연주할 수 없었고, 이에 따라 연주도 간단하였다. 피아노식은 19세기 후반에 제작되었고 그 뒤 세계적으로 피아노식이 쓰이고 있다.

## 같이 보기
- 반도네온
- 바얀 (악기)

## 참고 자료
- 이 문서에는 다음커뮤니케이션(현 카카오)에서 GFDL 또는 CC-SA 라이선스로 배포한 글로벌 세계대백과사전의 내용을 기초로 작성된 글이 포함되어 있습니다.